# Beatles for Sale (No. 2)
Beatles for Sale (No. 2) es el noveno EP por The Beatles, fue lanzado el 4 de junio de 1965. Sólo fue publicado en mono como cualquier EP de Los Beatles. Parlophone lo catalogó como GEP 8938. Este EP es la continuación de Beatles for Sale (EP), ambos contienen canciones de Beatles for Sale como indica el título. 
Este EP tiene la canción "Words of Love", una versión de una canción de Buddy Holly de los años 1950, en la cual Lennon armoniza su voz de manera muy parecida a la versión original de Holly.
El lado A de este EP contiene canciones del primer lado del LP, y el lado B de este EP contiene canciones del segundo lado del LP.
A veces este EP y su anterior, son llamados Beatles for Sale Vol. 1 y Beatles for Sale Vol. 2, o también Beatles for Sale No. 1 y Beatles for Sale No. 2 respectivamente.
En 1981 Beatles for Sale (No. 2) fue compilado en The Beatles EP Collection en formato de discos de vinilo, y más tarde en 1992 en The Beatles Compact Disc EP Collection en formato de varios discos compactos.

## Lista de canciones
Todas las canciones escritas y compuestas por Lennon—McCartney, excepto donde esta anotado. 
| Cara 1 |                       |                     |          |  |
| N.º    | Título                | Vocalista principal | Duración |  |
| 1.     | «I'll Follow the Sun» | McCartney           | 1:51     |  |
| 2.     | «Baby's in Black»     | Lennon y McCartney  | 2:08     |  |

| Cara 2 |                                   |                     |          |  |
| N.º    | Título                            | Vocalista principal | Duración |  |
| 1.     | «Words of Love» (Holly)           | Lennon y McCartney  | 2:14     |  |
| 2.     | «I Don't Want to Spoil the Party» | Lennon y McCartney  | 2:36     |  |